# Mark McConnell
Mark „Bam-Bam“ McConnell (27. srpna 1961 – 24. května 2012) byl americký rockový bubeník. V letech 1986-1988 byl členem skupiny Madam X. V letech 2006-2007 hrál se skupinou Blackfoot. Byl také členem skupiny Southern Rock Allstars a spolupracoval s Sebastianem Bachem.